# Ihme-Roloven
Le village de Ihme-Roloven se trouve au sud-est de la commune de Ronnenberg, près de Hanovre en Basse-Saxe. C'est un des sept Ortsteil de la ville de Ronnenberg. Il est jumelé depuis 1973 avec le village Bas-normand de Rânes -bourgade d'un millier d'habitants- situé dans le département de l'Orne, ceci grâce à l'impulsion de feu son maire le docteur Garreau, de l'instituteur du village M. Gérard Bellanger et de nombreux bénévoles, la plupart faisant partie de l'E.P.R éducation physique de Rânes.

## Histoire
Dès les XIIe et XIIIe siècles, des sources attestent du développement de Ihme (son nom provient de la rivière du même nom) en Reihendorf (le long d'un axe), alors que Roloven devenait Haufendorf (un village d'habitats groupés ou semi-dispersés).
En 1929, Ihme et Roloven fusionnent, formant la municipalité de Ihme-Roloven et le 1er mars 1974, elle est intégrée à la ville de Ronnenberg.

## Politique
Depuis 2012, le maire de l'Ortsteil est Hans-Hermann Fricke (CDU).

## La culture et les curiosités
Le village conserve son caractère rural. Le lieu, de par son relief, participe au concours des plus beaux villages de la Basse-Saxe.
Aux côtés des maisons à colombage, Ihme-Roloven jouit de la nature environnante. Le domaine forestier « Ihme-Roloven-Bürger-Holz » est adapté à la pratique du cyclisme, de la promenade, du jogging. En outre, on peut y pratiquer la chasse.

## Transport en commun
Deux lignes de bus de la Großraum-Verkehr Hannovern (GVH) desservent cinq arrêts de Ihme-Roloven, permettant la liaison avec Ronnenberg, tout comme avec les villages environnants et Hanovre.